# Subdivision territoriale du Cameroun
Le Cameroun est divisé en 10 régions, 58 départements et 360 arrondissements placés respectivement sous l’autorité des gouverneurs, préfets et sous-préfets.
À la faveur des textes (Décret N°2008/376 du 12 novembre 2008 portant sur l’organisation administrative de la république du Cameroun), les districts ont été érigés en arrondissements. Les collectivités territoriales décentralisées sont des personnes morales de droit public jouissant de l’autonomie financière et administrative pour la gestion des intérêts régionaux et locaux. Elles s’administrent librement par des conseillers élus et dans les conditions fixées par la loi.

## Les collectivités territoriales

### Régions
| Les régions du Cameroun. | N° | Région       | Chef-lieu  | Nombre de départements | Langues officielles             |
| Les régions du Cameroun. | 1  | Adamaoua     | Ngaoundéré | 5                      | français (majoritaire), anglais |
| Les régions du Cameroun. | 2  | Centre       | Yaoundé    | 10                     | français (majoritaire), anglais |
| Les régions du Cameroun. | 3  | Est          | Bertoua    | 4                      | français (majoritaire), anglais |
| Les régions du Cameroun. | 4  | Extrême-Nord | Maroua     | 6                      | français (majoritaire), anglais |
| Les régions du Cameroun. | 5  | Littoral     | Douala     | 4                      | français (majoritaire), anglais |
| Les régions du Cameroun. | 6  | Nord         | Garoua     | 4                      | français (majoritaire), anglais |
| Les régions du Cameroun. | 8  | Ouest        | Bafoussam  | 8                      | français (majoritaire), anglais |
| Les régions du Cameroun. | 9  | Sud          | Ebolowa    | 4                      | français (majoritaire), anglais |
| Les régions du Cameroun. | 7  | Nord-Ouest   | Bamenda    | 7                      | anglais (majoritaire), français |
| Les régions du Cameroun. | 10 | Sud-Ouest    | Buéa       | 6                      | anglais (majoritaire), français |

La république du Cameroun est subdivisée en dix régions (auparavant appelées provinces). Chaque région est placée sous l’autorité d’un gouverneur et d'un conseil régional.
Le gouverneur est le représentant du président de la république, du gouvernement et de chacun des ministres, et, à ce titre, il est dépositaire de l’autorité de l’État dans la région.
Des conseils régionaux, lorsque le processus de décentralisation sera parachevé, constitueront l'organe exécutif de la région. Ils seront composés de délégués de départements élus au suffrage universel indirect, et de représentants du commandement traditionnel élus par leurs pairs.

### Communes
Le territoire du Cameroun est découpé en communes. Il existe actuellement en 2015 (et depuis 2008) :
- 14 communautés urbaines
- 45 communes d'arrondissement
- 315 communes rurales.

#### Régime communal de droit commun
Les communes sont dirigés par des maires et des conseils municipaux élu au suffrage universel. La distinction entre commune urbaine et commune rurale se fait selon que la commune puisse administrer des zones non-urbanisée ou non.
Elles ont une compétence par principe pour la gestion des affaires locales sous la tutelle de l'État.
Les missions assignées par la Loi aux communes sont les suivantes :
- provoquer toutes dispositions d’ordre administratif, économique et social propres à assurer le

développement harmonieux des communes ;
- définir et faire appliquer des méthodes de travail permettant d’accroître le rendement et

d’améliorer la qualité des services communaux ;
- promouvoir la formation et le recyclage du personnel communal.

##### Mode de scrutin
Le scrutin pour l’élection des conseillers municipaux est un scrutin mixte à un tour comportant un système majoritaire et un système de représentation proportionnelle. La liste qui obtient la majorité absolue des suffrages exprimés remporte la totalité des sièges.
Si aucune liste n'obtient la majorité absolue, la liste qui obtient la majorité relative obtient la moitié des sièges, et l'autre moitié des sièges est attribué au prorata des voix de chaque liste.
La loi fait obligation aux listes de tenir compte des différentes composantes sociologiques de la circonscription, notamment en matière de représentation des ethnies minoritaires.

#### Régime dérogatoire
Les communes urbaines à régime spécial et les communautés urbaines sont dirigés par des délégués du gournements, nommés par décret du président de la république, qui assument effectivement les fonctions de maire et président le conseil de la communauté urbaine.
Dans les communautés urbaines, il existe des communes urbaines d’arrondissement dirigés par des conseils municipaux élus, mais dont les fonctions sont beaucoup réduites que dans les autres communes.
- Communautés urbaines : Douala et Yaoundé
- Communes urbaines à régime spécial : Nkongsamba, Bafoussam, Bamenda, Kribi, Limbé, Édéa, Bertoua, Ebolowa, Ngaoundéré, Garoua, Maroua et Kumba

La plupart des communes urbaines ont été créées en 1996, à la suite de la victoire des partis d'opposition aux élections municipales.

## Circonscriptions administratives

### Départements

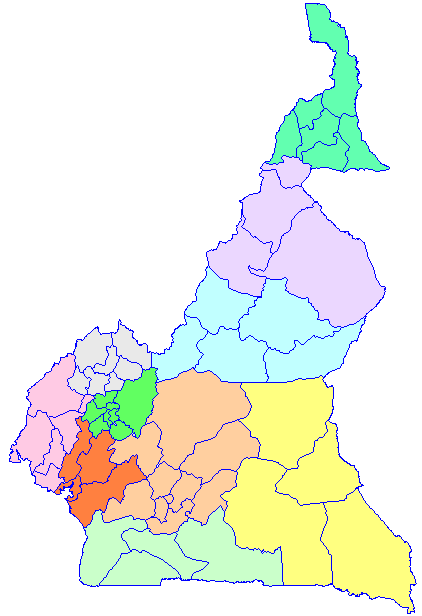
Les départements du Cameroun par région

Le Cameroun est divisé en 58 départements. Chaque département est dirigé par un préfet nommé par décret du président de la république et placé sous l’autorité hiérarchique du gouverneur de région.
Les départements du Cameroun sont les suivants (par région) :
- Adamaoua : Djérem - Faro-et-Déo - Mayo-Banyo - Mbéré - Vina
- Centre : Haute-Sanaga - Lekié - Mbam-et-Inoubou - Mbam-et-Kim - Méfou-et-Afamba - Méfou-et-Akono - Mfoundi - Nyong-et-Kellé - Nyong-et-Mfoumou - Nyong-et-So'o
- Est : Boumba-et-Ngoko - Haut-Nyong - Kadey - Lom-et-Djérem
- Extrême-Nord : Diamaré - Logone-et-Chari - Mayo-Danay - Mayo-Kani - Mayo-Sava - Mayo-Tsanaga
- Littoral : Moungo - Nkam - Sanaga-Maritime - Wouri
- Nord : Bénoué - Faro - Mayo-Louti - Mayo-Rey
- Nord-Ouest : Boyo - Bui - Donga-Mantung - Menchum - Mezam - Momo - Ngo-Ketunjia
- Ouest : Bamboutos - Haut-Nkam - Hauts-Plateaux - Koung-Khi - Menoua - Mifi - Ndé - Noun
- Sud : Dja-et-Lobo - Mvila - Océan - Vallée-du-Ntem
- Sud-Ouest : Fako - Koupé-Manengouba - Lebialem - Manyu - Meme - Ndian

### Arrondissements
À la date du 31 décembre 2013, le Cameroun compte 360 arrondissements, qui ont succédé aux anciens districts.